# Søren Hviid Pedersen
Søren Hviid Pedersen (født 3. september 1966 i Silkeborg) er en dansk nationalkonservativ debattør og højskolelærer ved Rønshoved Højskole.
Han har tidligere været lektor i statskundskab ved Syddansk Universitet; han specialiserede sig indenfor politisk teori.

## Ungdom og uddannelse
Som teenager var han medlem af Konservativ Ungdom. Han blev student fra Paderup Amtsgymnasium, Randers, i 1985.
To år senere, i 1987, påbegyndte han statskundskabsstudiet ved Århus Universitet og blev cand.scient.pol. i 1992.
Senere i 1992 påbegyndte han sin ph.d. ved University of Essex i England og afsluttede med en afhandling om moderne og klassisk naturretsteori.

## Ansættelse ved Fyns Amt
Søren Hviid Pedersen har været ansat i Fyns Amt som AC-Fuldmægtig og i Dansk Data Arkiv, Statens Arkiver, som forsker indtil 2001.

## Ansættelse ved Syddansk Universitet
I 2001 blev han ansat ved Syddansk Universitet, Institut for Statskundskab. Hans forskningsområder var primært konservatismen som en politisk idé-tradition og begrebet det politiske samt de politiske filosoffer Carl Schmitt, Leo Strauss og Eric Voegelin.

## Teologistudium
I 2016 meddelte han, at han stoppede ved Syddansk Universitet for i stedet at studere teologi med det formål at blive præst; han anser sit teologiske ståsted som "grundtvigianer" med et stænk af "Tidehverv".

## Højskolelærer
I 2017 blev han højskolelærer ved Rønshoved Højskole.

## Debattør
Søren Hviid Pedersen er en, ofte omstridt, nationalkonservativ debattør. Han er blogger og kommentator for Berlingske, hvor han er fast bidragsyder til Indspark og bloggen Den politiske Puls. Han har jævnligt deltaget som debattør i Deadline.